# L'Anti-nature
L'Anti-nature : éléments pour une philosophie tragique est un essai philosophique de Clément Rosset, paru en 1973 aux Presses universitaires de France.

## Historique de l'ouvrage
Il s'agit d'un ouvrage publié en 1973, issu de sa thèse de doctorat présentée en 1965 et dirigée par Vladimir Jankélévitch. Mais ce n'est pas son premier ouvrage : précoce, il a publié dès ses 19 ans La Philosophie tragique, alors qu’il était encore en khâgne au lycée Louis-le-Grand,,. 
L'ouvrage est republié en format poche en 1987 dans la collection Quadrige.

## Contenu
Clément Rosset propose une analyse critique et généalogique de la notion de nature, dont il cherche à saper les fondements. Face à une conception naturaliste du monde, selon laquelle tout phénomène réel aurait une raison d'être au sein d'un ensemble ordonné appelé « nature », il défend une conception dite « artificialiste », qu'il décrit lui-même comme « une dénégation de la nature et une affirmation universelle du hasard »,. 
Selon Rosset, l'idée de nature masque l'absurdité et la contingence évidente du réel derrière un réseau de principes métaphysiques ou axiologiques dont le principal rôle est de justifier nos plaintes à l'égard du réel : « l'idée de nature permet à l'insatisfaction de s'exprimer (c'est-à-dire de se constituer en tant que "pensée mécontente") ». L'idée qu'il existerait une nature des choses permet en retour de disqualifier un certain nombre de choses comme contre-nature et de s'en plaindre. La critique de l'idée de nature a donc d'abord pour objectif de proposer, en alternative aux tendances pessimistes et moralisantes du naturalisme (dont Rousseau est probablement le meilleur représentant pour Rosset), une philosophie de la joie tragique et de la jubilation face au hasard.
Dans la seconde partie de l'ouvrage, il analyse le préjugé naturaliste ou l'intention artificialiste chez un certain nombre de philosophes.